# Somervell County
Somervell County je okres ve státě Texas v USA. K roku 2010 zde žilo 8 490 obyvatel. Správním městem okresu je Glen Rose. Celková rozloha okresu činí 497 km².